# Unkel

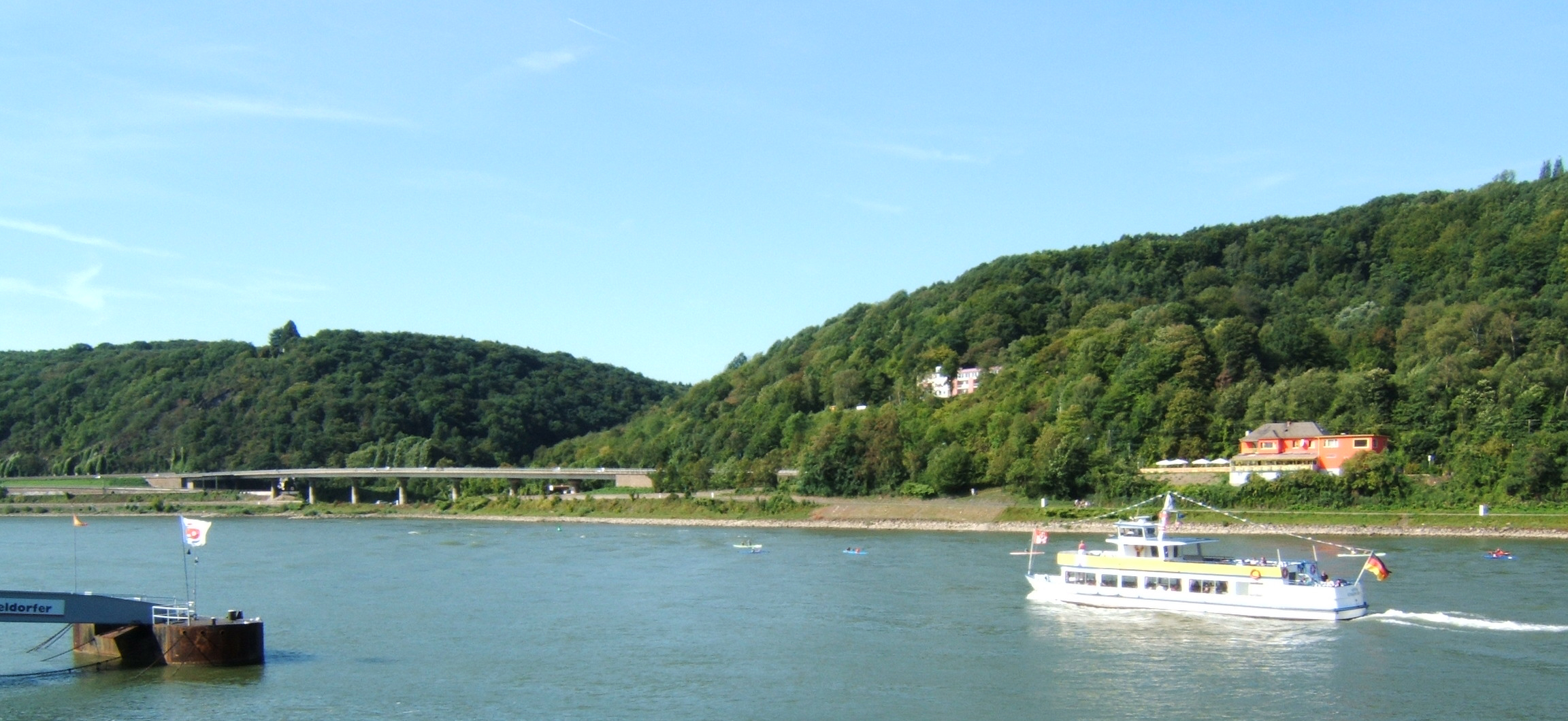
Rhine in Unkel, view towards Remagen

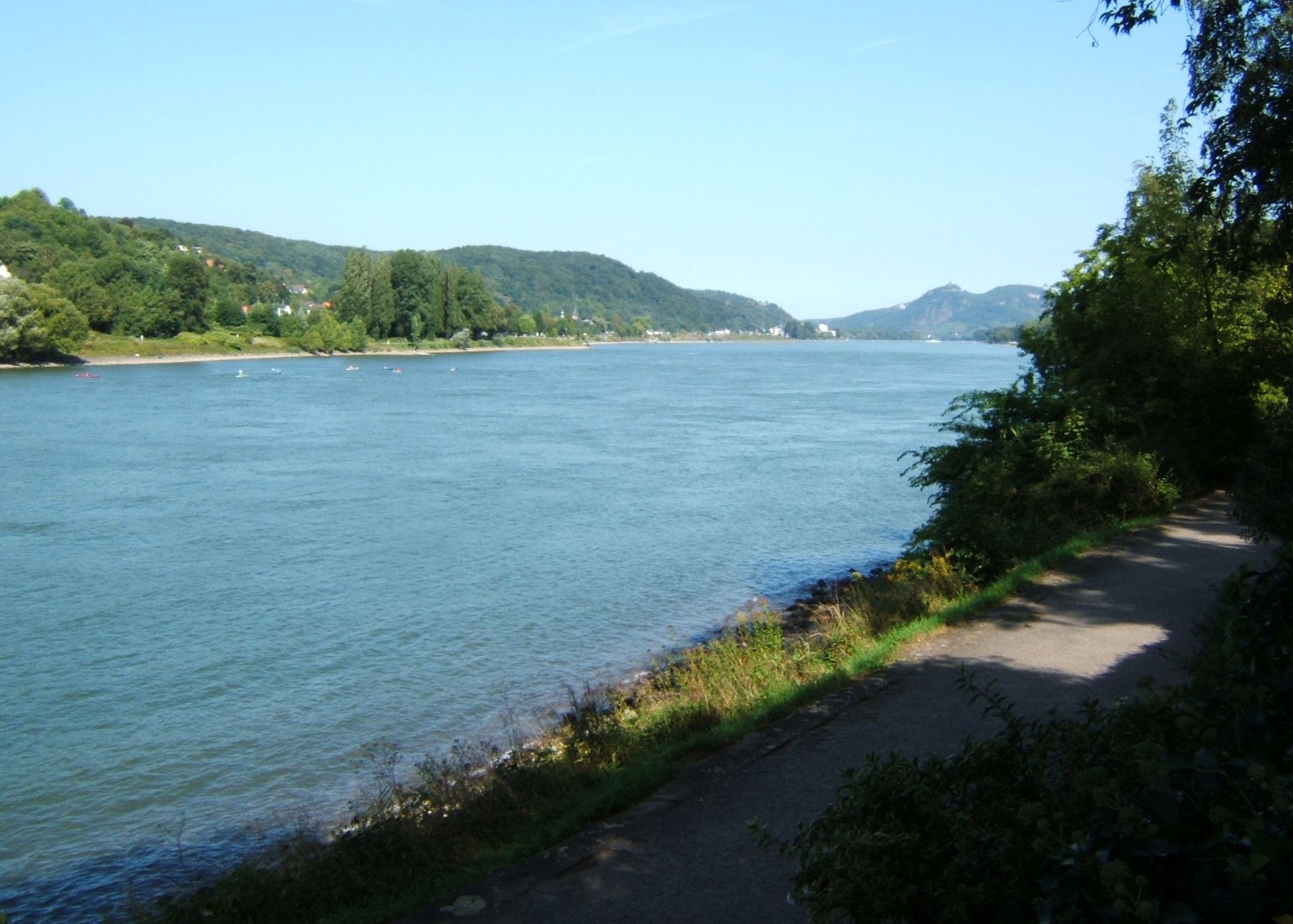
Rhine in Unkel, view towards Bad Honnef

Unkel là một đô thị thuộc huyện Neuwied, trong bang Rheinland-Pfalz, phía tây nước Đức. Đô thị Unkel có diện tích 8,16 km², dân số thời điểm ngày 31 tháng 12 năm 2006 là 5032 người. Unkel nằm bên hữu ngạn sông Rhine, gần Remagen, cự ly khoảng 20 km về phía đông nam của Bonn.
Unkel là thủ phủ của Verbandsgemeinde ("đô thị tập thể") Unkel.